# Muang Xay
Muang Xay (o Oudomxai, in lao ເມືອງໄຊ) è una città del Laos, situata nella provincia di Oudomxay.